# Mina Tolu
Mina Tolu (31 de agosto de 1991) es una persona de Malta dedicada a la política, a los activismos por los derechos LGBTQIA y ecologismo que ha hecho campaña para crear conciencia sobre los derechos de las personas transgénero y la igualdad de género en Europa. Se presentó a las elecciones al Parlamento Europeo de 2019 en Malta. Tolu ocupa el cargo de la vicepresidencia de AD+PD y anteriormente fue coportavoz de la Federación de Jóvenes Verdes Europeos.

## Biografía
Tolu y su gemelo, Ludo Tolu, nacieron el 31 de agosto de 1991. Fundaron la organización de estudiantes malteses We Are en 2010.
Tolu se graduó con una Licenciatura en Comunicaciones (Hons) de la Universidad de Malta en 2014. Su proyecto de tesis consistió en la creación de un cómic destinado a llegar a la audiencia LGBT de Jóvenes Adultos. El cómic estaba dirigido al público maltés, donde la literatura de este tipo es limitada.

## Activismo y carrera

### Activismo LGBTQI
Tolu comenzó a defender los derechos LGBTQIA en 2010, comenzando con la fundación de We Are ( organización de jóvenes y estudiantes LGBTQIA) en la Universidad de Malta.
De 2014 a 2015, Tolu participó en la junta directiva y copresidencia de IGLYO, la Organización Internacional de Jóvenes y Estudiantes LGBTQIA (International LGBTQIA Youth and Student Organization). Durante 2016 y 2017 lanzó su candidatura con IGLYO para el Consejo Asesor de la Juventud (CCJ) del Consejo de Europa, consiguiendo el puesto donde trabajó en carteras de salud mental, contranarrativas y "no discurso de odio". En 2015, Tolu se unió al equipo de TGEU - Transgender Europe como Oficial de Comunicaciones.

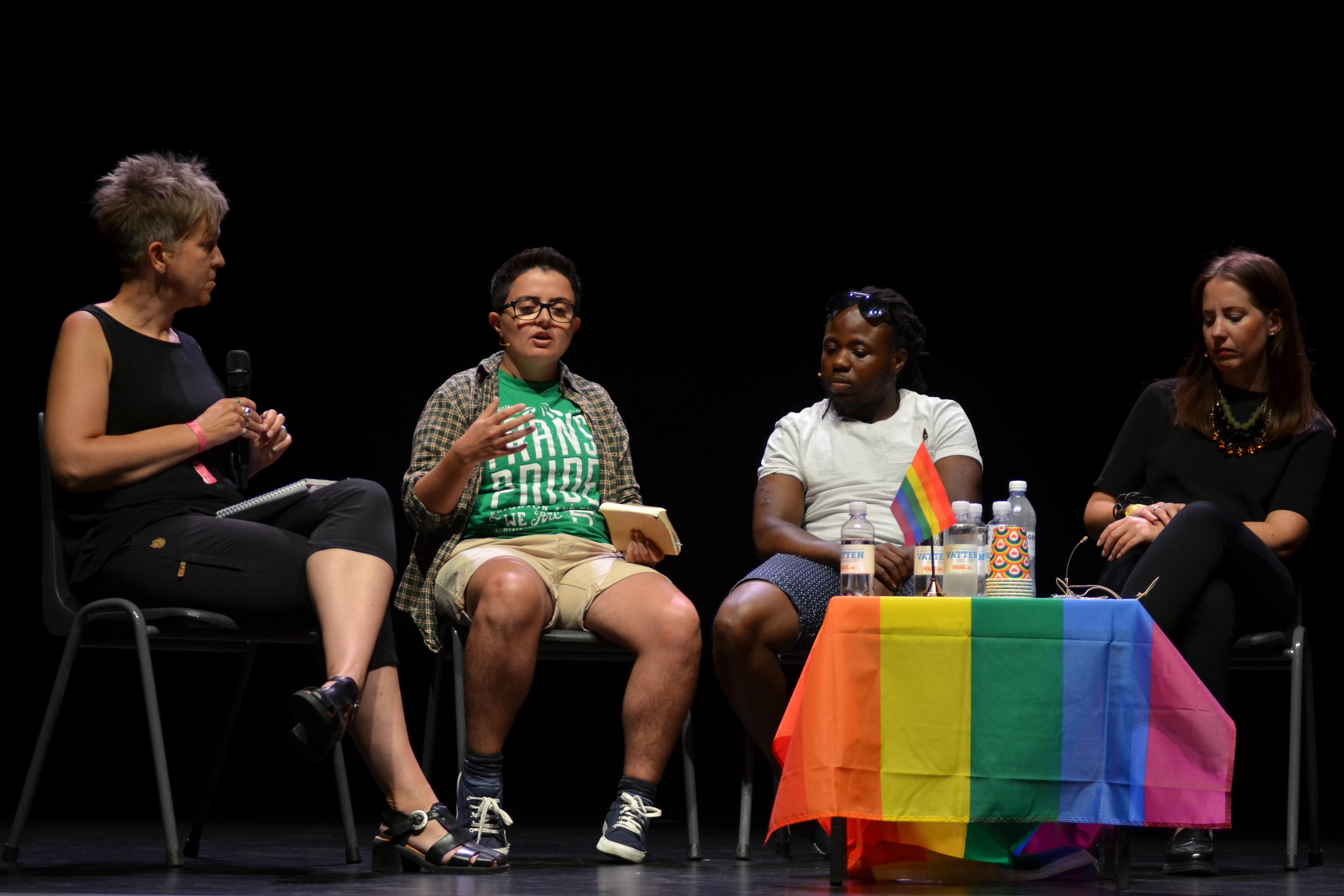
Mina Tolu en la Conferencia de Derechos Humanos en Stockholm Pride 2018

En 2016, Tolu representó a Malta en la Cumbre One Young World en Ottawa, Canadá. Pronunció un discurso sobre los derechos de las personas trans y participó de un panel sobre igualdad de género. Tolu habló sobre desafiar los estereotipos de género, los pronombres neutrales en cuanto al género y enfatizó la necesidad de que la igualdad de género incluya a las personas transgénero y no conformes con el género. Durante su discurso sobre los derechos trans y la violencia contra las personas trans, habló sobre el proyecto Trans Murder Monitoring de TGEU y llamó a la comunidad presente a luchar contra formas similares de discriminación, violencia y odio hacia la diversidad.
En 2018, Tolu se unió al programa Women Deliver Young Leaders, que es un programa de promoción global que desarrolla a jóvenes activistas para trabajar por la igualdad de género y los derechos de las mujeres. Retornó al activismo local en Malta uniéndose a los eventos de la Semana del Orgullo en el período previo al Orgullo de Malta 2018. En agosto de 2018, Tolu se unió a la Conferencia de Derechos Humanos en el EuroPride celebrada en Estocolmo.

### Activismo ambiental
En 2015, Tolu coordinó la campaña de referéndum nacional SHOut - Spring Hunting Out para la ONG medioambiental maltesa BirdLife Malta que tenía como objetivo abolir la caza de aves en primavera. El resultado de la votación fue una pequeña victoria para la Campaña del Sí con 2.220 votos.

## Reconocimientos
Mina Tolu obtuvo el premio estudiantil en los primeros Premios de la Comunidad LGBTQIA en Malta de 2014. Su gemelo, Ludo Tolu, ganó el mismo premio. Ese mismo año, el Consejo de Estudiantes Universitarios (KSU) les otorgó el premio Kokka Attiva por su trabajo como estudiantes en la Universidad de Malta y fueron nominados para el premio al líder joven de la JCI Malta.

## Vida personal
Tolu es una persona no binaria y usa pronombres they/them.
El padre de Tolu, Giancarlo Tolu, es un deportista maltés que rompió un récord mundial Guinness en bolos en 2004 y representó a Malta en el Campeonato Europeo de Bolos Senior y en la Copa del Mundo Senior.